# Сатурн-5
Сатурн-5 (англ. Saturn V) — американская сверхтяжёлая ракета-носитель семейства Сатурн. Использовалась для реализации пилотируемой посадки на Луну и подготовки к ней по программе «Аполлон», а также, в двухступенчатом варианте, для выведения на околоземную орбиту орбитальной станции «Скайлэб». Главный конструктор — Вернер фон Браун.
С 1967 года ракета «Сатурн-5» оставалась крупнейшей по величине, массе, мощности и грузоподъёмности из созданных человечеством ракет, выводивших полезную нагрузку на орбиту, превосходя более поздние «Спейс Шаттл», «Энергию» и «Falcon Heavy». Ракета выводила на низкую околоземную орбиту 141 т по официальным данным (что включает в себя корабль «Аполлон» и последнюю ступень с остатками топлива для разгона межпланетного полёта), и на траекторию к Луне 47 т полезного груза (65,5 т вместе с 3-й ступенью носителя). Полная масса, выведенная на орбиту при запуске станции Скайлэб, составила 147,36 т, в том числе станция Скайлэб с головным обтекателем — 88,5 т и вторая ступень с остатком топлива и неотделившимся переходником. В 2018 году этот рекорд побила ракета Илона Маска SpaceX Starship, у которой только одна первая ступень Super Heavy (Сверхтяжёлая) превосходит по стартовой массе всю ракету Сатурн-5.
Ракета-носитель выполнена по трёхступенчатой схеме, с последовательным расположением ступеней.
На первой ступени устанавливались пять кислородно-керосиновых ЖРД F-1, которые по сей день остаются самыми мощными однокамерными ракетными двигателями из когда-либо летавших.
На второй устанавливались пять двигателей J-2, работающих на топливной паре жидкий водород-жидкий кислород, на третьей ступени — один водородно-кислородный ЖРД, аналогичный использованному на второй ступени.

## Разработка

### От C-1 к C-4

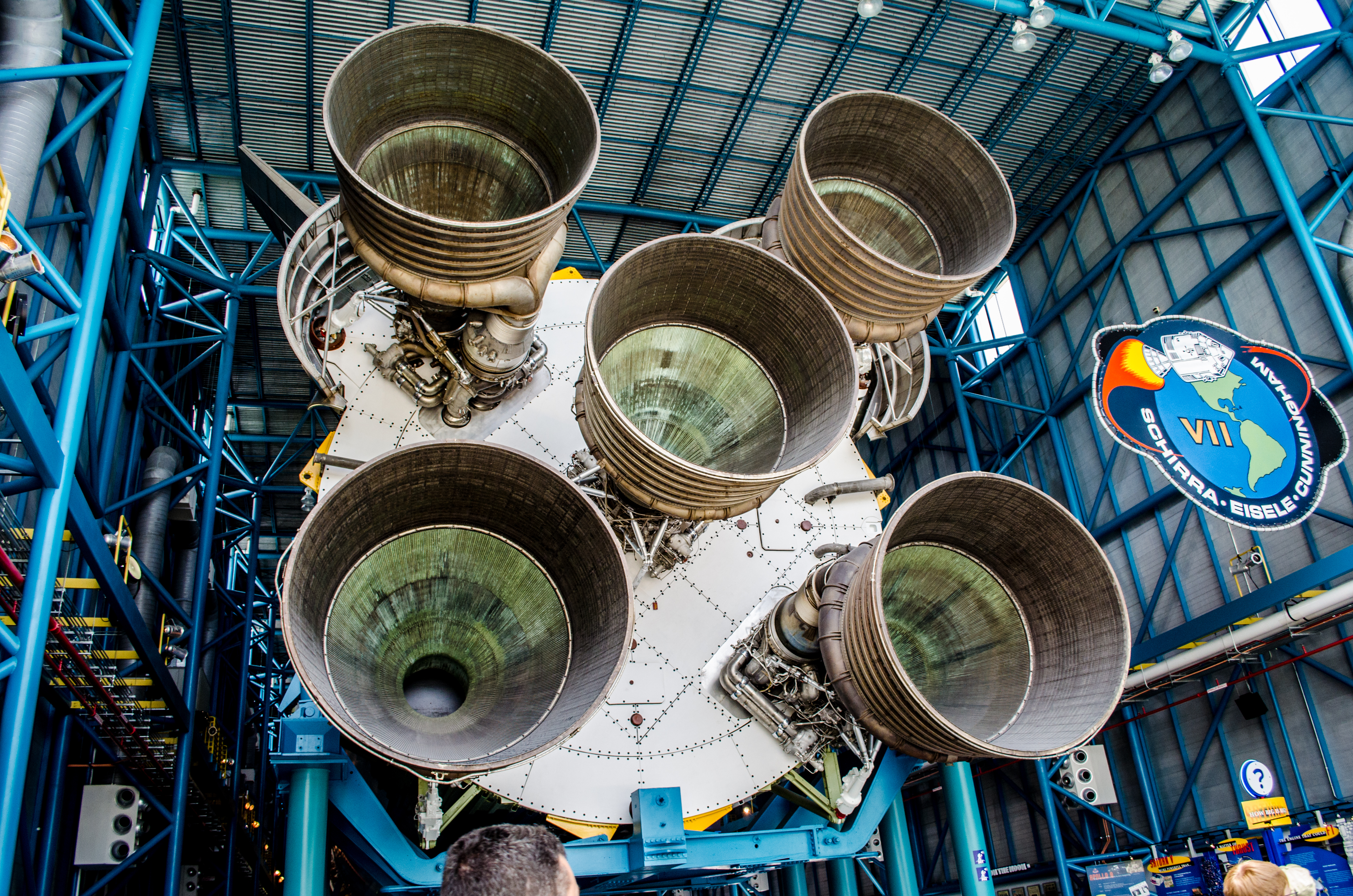
Saturn 5 rocket

С 1960 по начало 1962 гг. в Центре космических полётов им. Джорджа Маршалла НАСА рассматривались проекты ракет-носителей серии «Сатурн C» (Сатурн C-1, C-2, C-3, C-4) для осуществления (кроме «Сатурн C-1», предназначенной только для полётов на околоземную орбиту; проект «Сатурн C-1» был реализован впоследствии в ракете-носителе «Сатурн-1») пилотируемого полёта на Луну.
Ракеты-носители, разрабатывавшиеся по проектам C-2, C-3 и C-4, предполагалось использовать для сборки на орбите Земли лунного корабля, после чего он должен был выйти на траекторию к Луне, прилуниться и взлететь с Луны. Масса такого корабля на околоземной орбите должна была составлять, по разным проектам, от примерно 140 до более чем 300 тонн.
«Сатурн С-2» должна была выводить на низкую околоземную орбиту полезную нагрузку массой в 21,5 тонны, по этому проекту предполагалось собрать корабль для полёта на Луну за пятнадцать пусков.
По проекту «Сатурн C-3» предусматривалось создание трёхступенчатой ракеты-носителя, на первой ступени которой должны были быть установлены два двигателя F-1, на второй — четыре двигателя J-2, а третья ступень представляла собой вторую ступень ракеты-носителя «Сатурн-1» — S-IV. «Сатурн C-3» должна была выводить на низкую околоземную орбиту полезную нагрузку массой 36,3 тонны, и по этому проекту лунный корабль должен был быть собран за четыре или пять пусков.
«Сатурн C-4» также должна была быть трёхступенчатой ракетой, первая ступень которой должна была иметь четыре двигателя F-1, вторая ступень была той же, что и на C-3, и третьей ступенью была S-IVB — увеличенный вариант ступени S-IV. «Сатурн C-4» должна была выводить на низкую околоземную орбиту полезную нагрузку массой 99 тонн и по этому проекту лунный корабль должен был быть собран за два запуска.

### C-5
10 января 1962 года НАСА опубликовала планы строительства ракеты-носителя «Сатурн C-5». На первой её ступени должны были быть установлены пять двигателей F-1, на второй ступени — пять двигателей J-2, и на третьей — один J-2. С-5 должна была выводить на траекторию к Луне полезную нагрузку массой 47 тонн.
В начале 1963 года НАСА окончательно выбрала схему пилотируемой экспедиции на Луну (основной корабль остаётся на орбите Луны, посадку же на неё совершает специальный лунный модуль) и дало ракете-носителю «Сатурн C-5» новое имя — «Сатурн-5».

## Технические данные

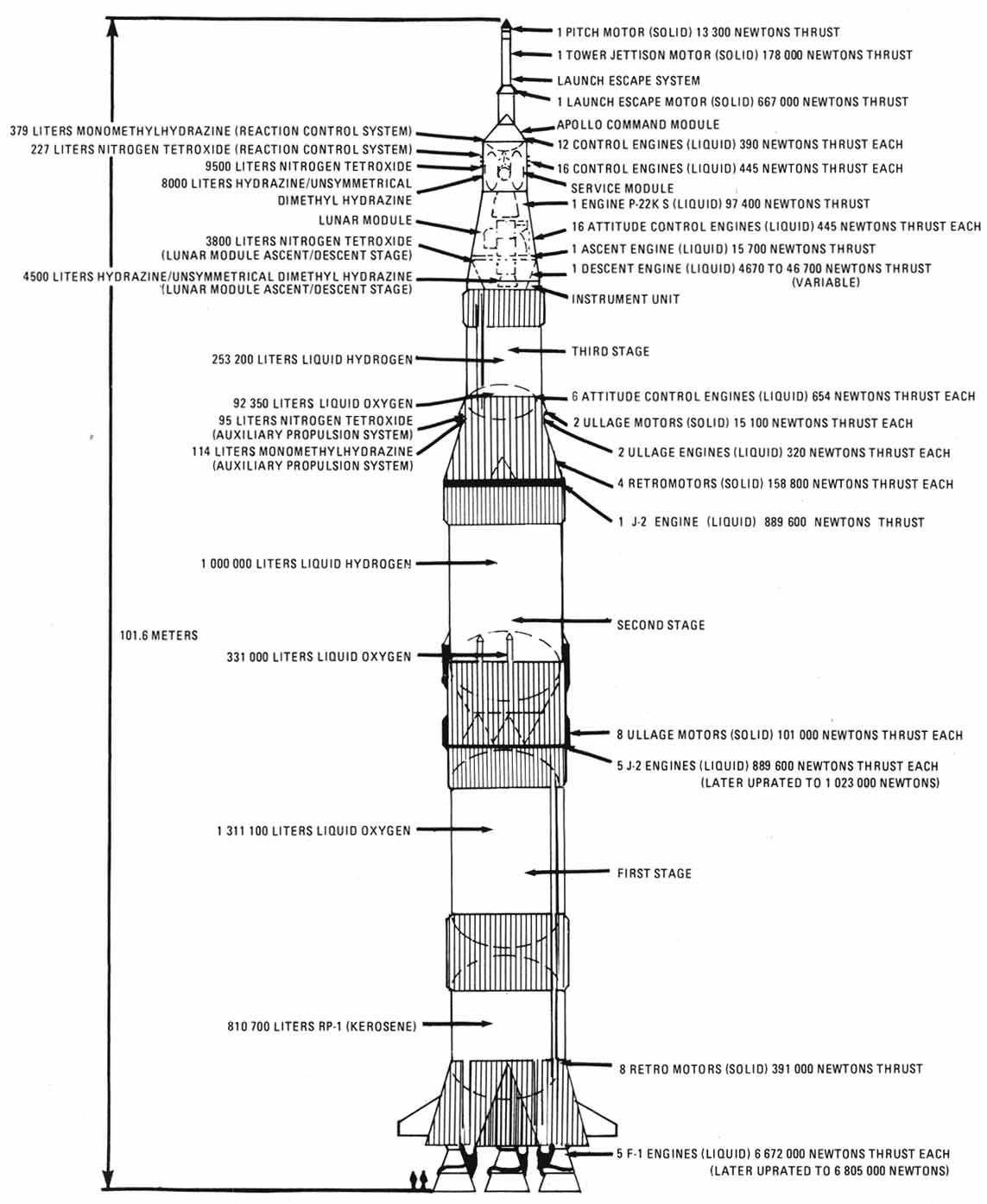
Схема ракеты-носителя «Сатурн-5».

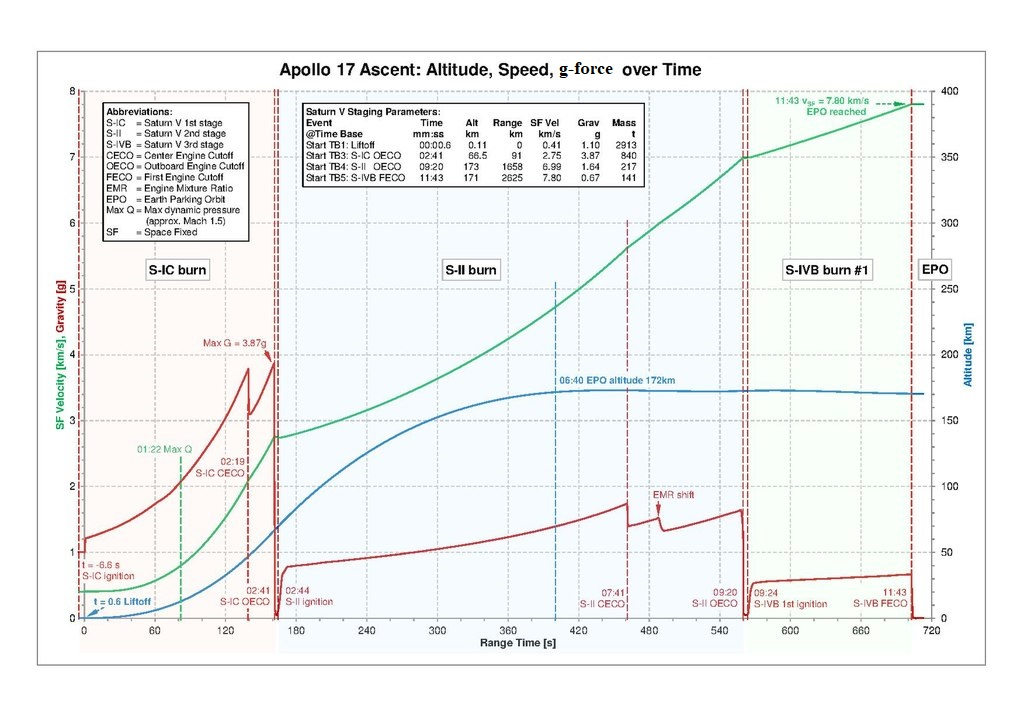
Зависимость высоты, скорости (с учётом вращения Земли в точке старта) и перегрузки от времени на активном участке траектории ракеты «Сатурн-5» миссии «Аполлон-17». Вертикальными пунктирными линиями между разными цветами отмечены времена отделения первой и второй ступени.

### Ступени
«Сатурн-5» состояла из трёх ступеней: S-IC — первая ступень, S-II — вторая и S-IVB — третья. Все три ступени использовали жидкий кислород как окислитель. Горючим в первой ступени был керосин, а во второй и третьей — жидкий водород

#### Первая ступень, S-IC

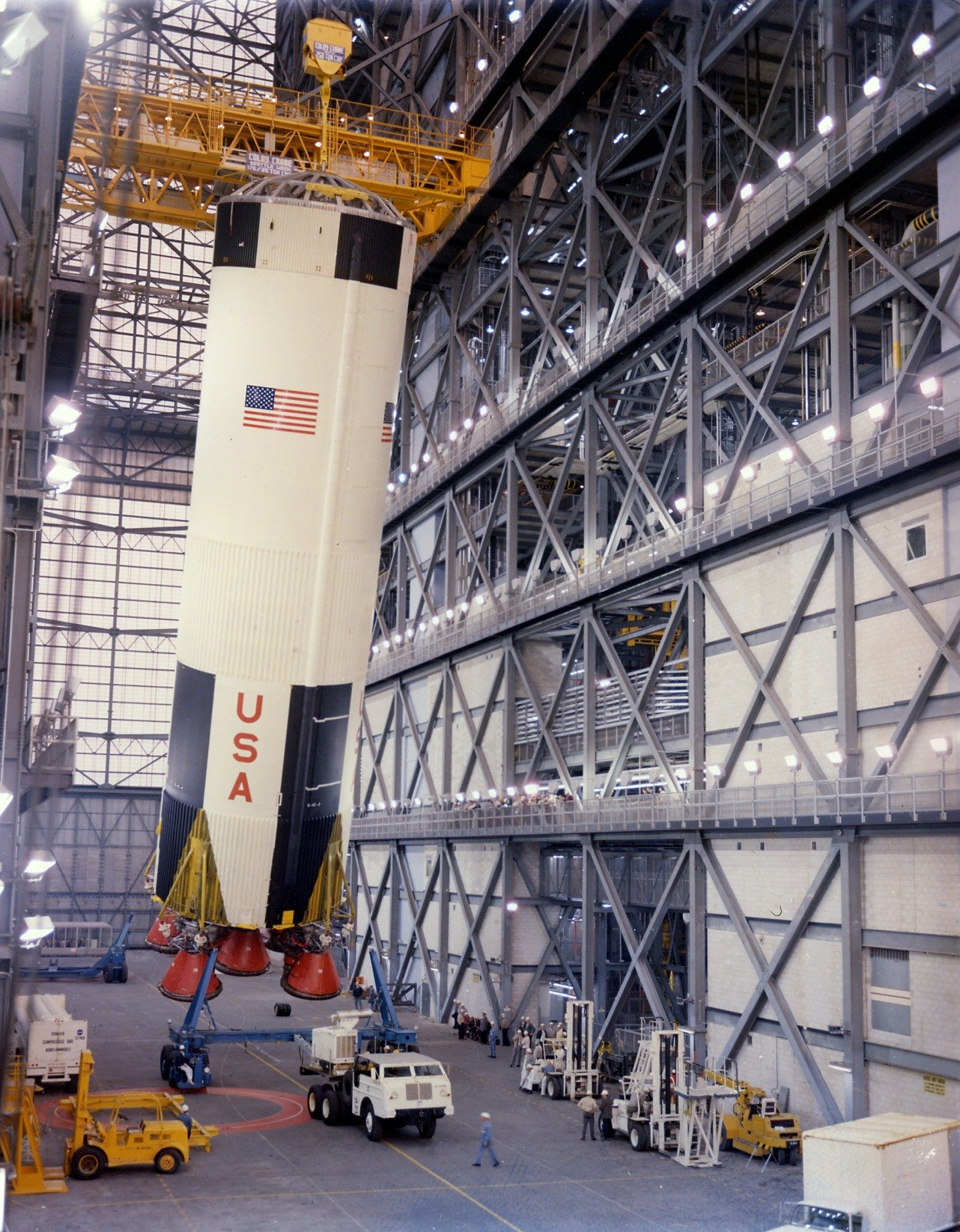
Первая ступень, использованная в запуске «Аполлона-8» в корпусе вертикальной сборки на космодроме

S-IC производилась компанией «Боинг». На ступени было установлено пять кислородно-керосиновых двигателей F-1, суммарная тяга которых была более 34 000 кН. Первая ступень работала около 160 секунд, разгоняла последующие ступени и полезную нагрузку до скорости около 2,7 км/с (в инерциальной системе отсчёта; 2,3 км/с относительно земли), и отделялась на высоте около 70 километров. После разделения ступень поднималась до высоты около 100 км, затем падала в океан. Один из пяти двигателей был зафиксирован в центре ступени, четыре других симметрично расположены по краям под обтекателями и могли поворачиваться для управления вектором тяги. В полёте центральный двигатель выключался раньше, чтобы уменьшить перегрузки. Диаметр первой ступени 10 метров (без обтекателей и аэродинамических стабилизаторов), высота 42 метра.

#### Вторая ступень, S-II
S-II производилась компанией «Норт Америкэн». Ступень использовала пять кислородно-водородных двигателей J-2, общая тяга которых составляла около 5100 кН. Как и на первой ступени, один двигатель был в центре и на внешнем круге четыре остальных, которые могли поворачиваться для управления вектором тяги. Высота второй ступени 24,9 метра, диаметр 10 метров, как и у первой ступени. Вторая ступень работала приблизительно 6 минут, разгоняя ракету-носитель до скорости 6,84 км/с и выводя её на высоту 185 км.

#### Третья ступень, S-IVB
S-IVB производилась компанией «Дуглас» (с 1967 года — компанией «Мак-Доннэл Дуглас»). На ступени был установлен один двигатель J-2, который использовал жидкий кислород в качестве окислителя и жидкий водород в качестве горючего (аналогично второй ступени S-II). Ступень развивала тягу более 1000 кН. Размеры ступени: высота 17,85 метра, диаметр 6,6 метра. Во время полётов на Луну ступень включалась дважды, первый раз на 2,5 минуты для довыведения «Аполлона» на околоземную орбиту и во второй раз — для вывода «Аполлона» на траекторию к Луне.

## Программа отработки надёжности

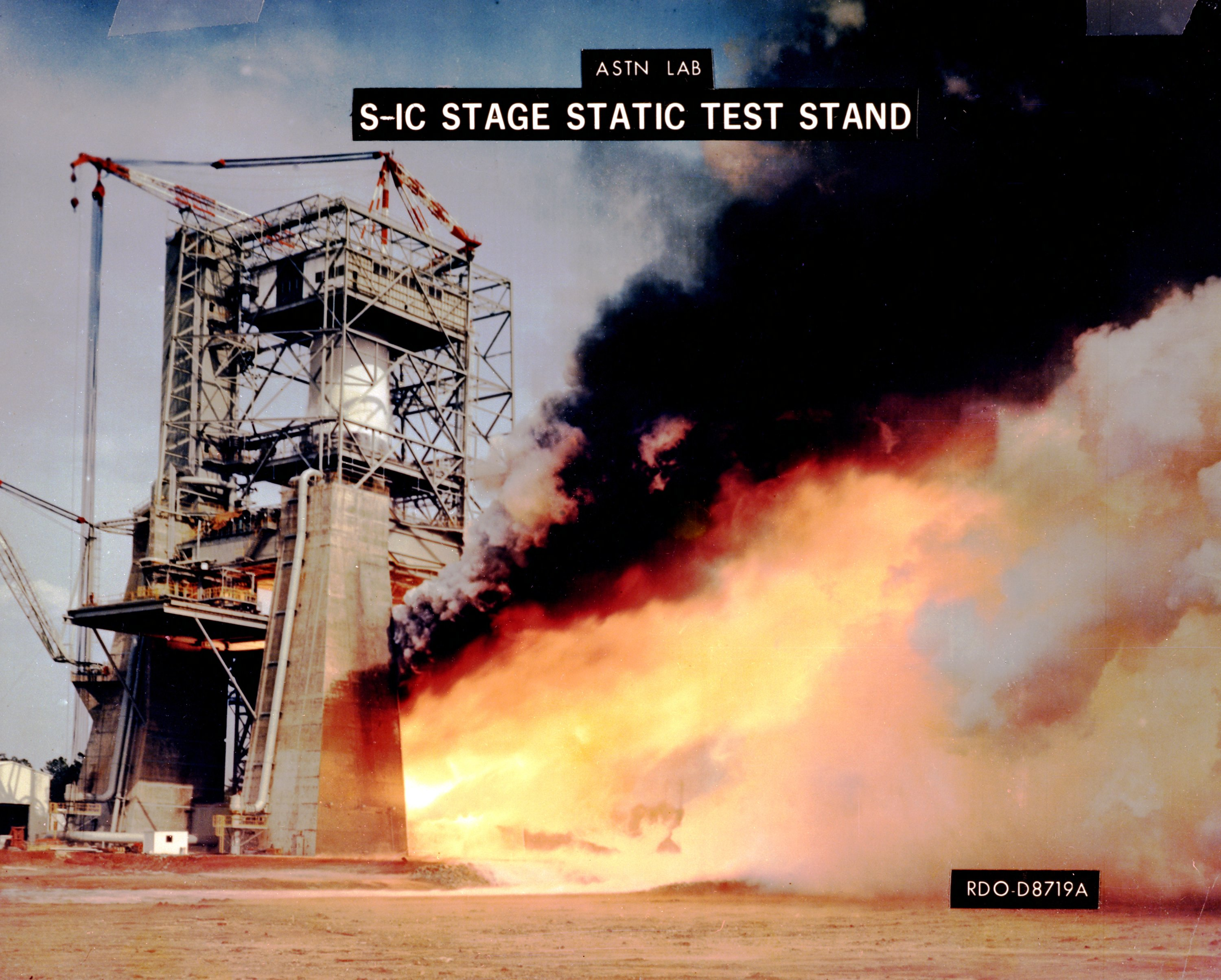
Огневые технологические испытания первой ступени S-IC в сборе с пятью ЖРД F-1 на стенде Космического центра Маршалла. 1967 год.

Особенностью предполётной отработки «Сатурна-5» стал беспрецедентный объём наземных испытаний ракетного комплекса. Один из
руководителей Управления пилотируемых полётов НАСА Джордж Эдвин Миллер, ответственный по этому вопросу, сделал ставку на наземную стендовую отработку всех ракетных систем и в первую очередь ЖРД. Он наглядно и убедительно показал, что только чёткое разделение отработки на наземные и лётные этапы позволит уложиться в сроки полёта на Луну. Для этого были построены дорогостоящие стендовые сооружения, необходимые для проведения огневых технологических испытаний (ОТИ) как отдельных двигателей F-1 и J-2, так и целиком первых и вторых ступеней ракеты.

## Сборка
Из-за колоссальных габаритов, сборка ракеты в горизонтальном положении оказалась нерациональной, т.к. её крайне сложно было бы установить в вертикальное положение. Для этой цели было построено здание вертикальной сборки, высотой 160 метров со 139-метровыми воротами. Ракета собирается с помощью мостовых кранов и устанавливается на мобильную пусковую платформу, предварительно установленную на гусеничный транспортёр. Заправка ракеты осуществляется на стартовом комплексе.

## Транспортировка

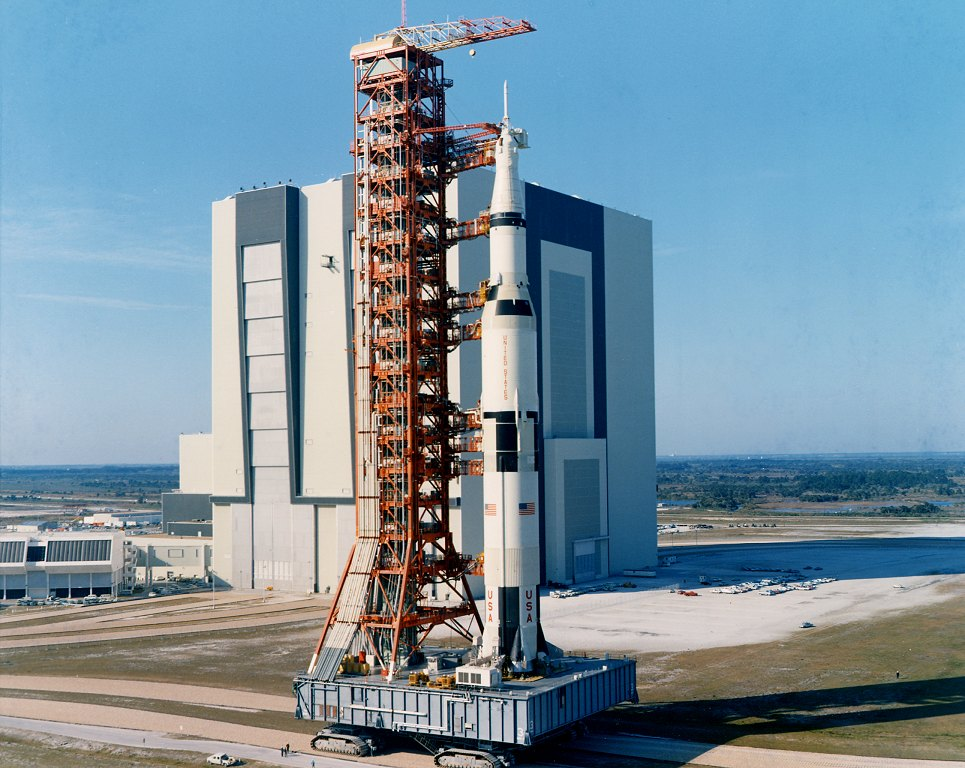
Гусеничный транспортёр перевозит «Сатурн-5» на стартовую площадку

Для перевозки ракет «Сатурн-5» к стартовой площадке использовались специальные гусеничные транспортёры (англ. crawler-transporter). В то время (1965—1969 годы; до появления в 1969 году шагающего экскаватора 4250-W) они являлись крупнейшими и наиболее тяжёлыми образцами наземной самоходной техники в мире. Эти транспортёры также оставались самыми большими и тяжёлыми гусеничными машинами в мире до 1978 года (когда появился экскаватор Bagger 288).

## Скайлэб

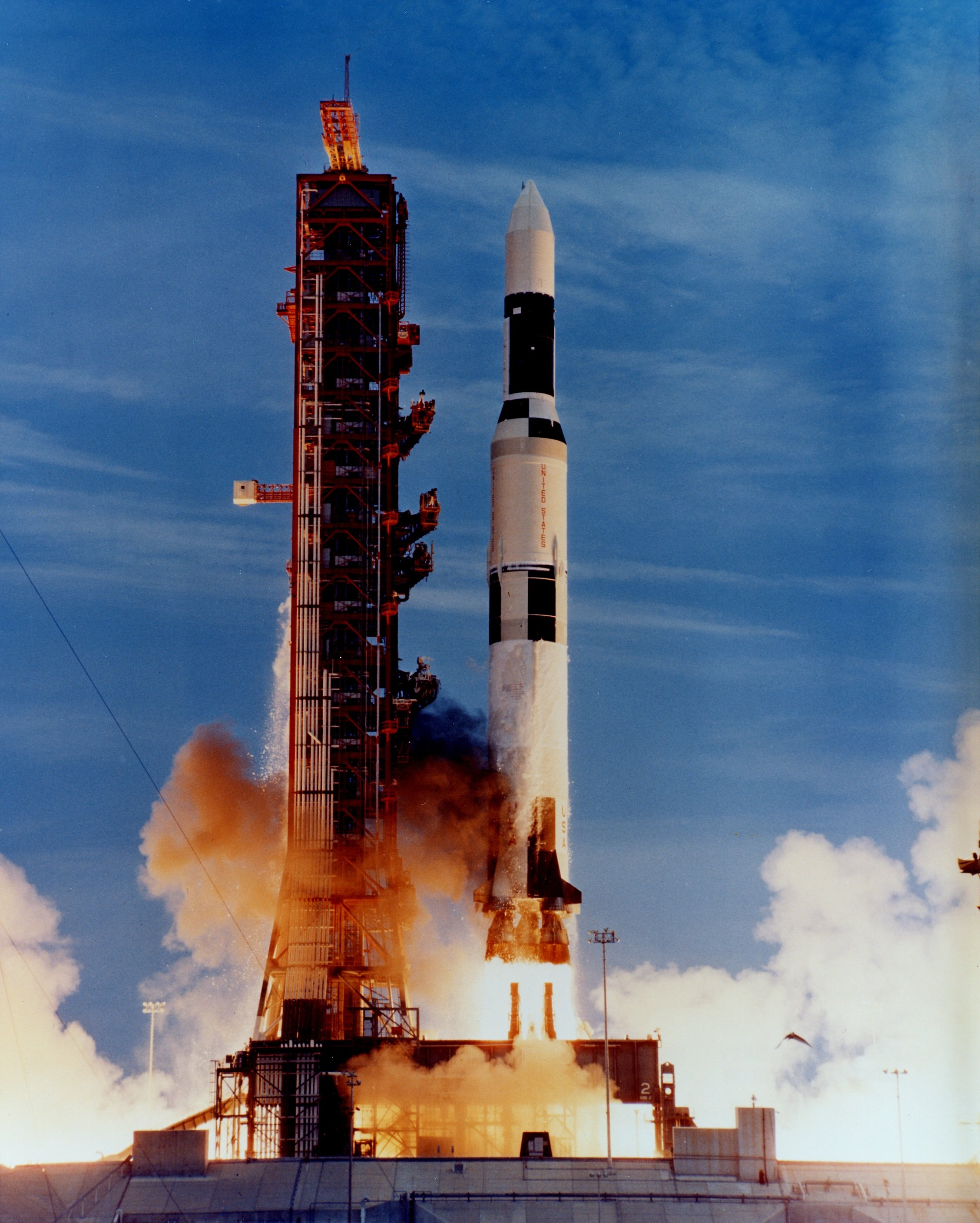
Последний запуск «Сатурн-5», выводящий на низкую околоземную орбиту орбитальную станцию «Скайлэб»

Орбитальная станция «Скайлэб» была изготовлена из неиспользованной второй ступени ракеты-носителя «Сатурн-1Б» — S-IVB. Первоначально планировалось, что ступень будет преобразована в орбитальную станцию уже непосредственно на околоземной орбите: после того как она вместе с наружным полезным грузом будет выведена на орбиту в качестве действующей ракетной ступени, освободившийся бак жидкого водорода прибывшие космонавты переоборудовали бы в жилой орбитальный модуль без иллюминаторов. Однако после отмены (в 1970 году, вследствие резкого урезания перспективного бюджета НАСА) миссии «Аполлон-20», а затем и отмены (в том же году) полётов «Аполлонов −18 и −19» к Луне, НАСА отказалось от этого плана — теперь в их распоряжении оставалось три неиспользованных ракеты-носителя «Сатурн-5», которые могли вывести на орбиту полностью оснащённую орбитальную станцию без необходимости использования её в качестве ракетной ступени.
Орбитальная станция «Скайлэб» была запущена 14 мая 1973 года с помощью двухступенчатой модификации ракеты-носителя «Сатурн-5».

## Запуски Сатурна 5
В 1967-73 годах произведено 13 пусков ракеты-носителя «Сатурн-5». Все признаны успешными.

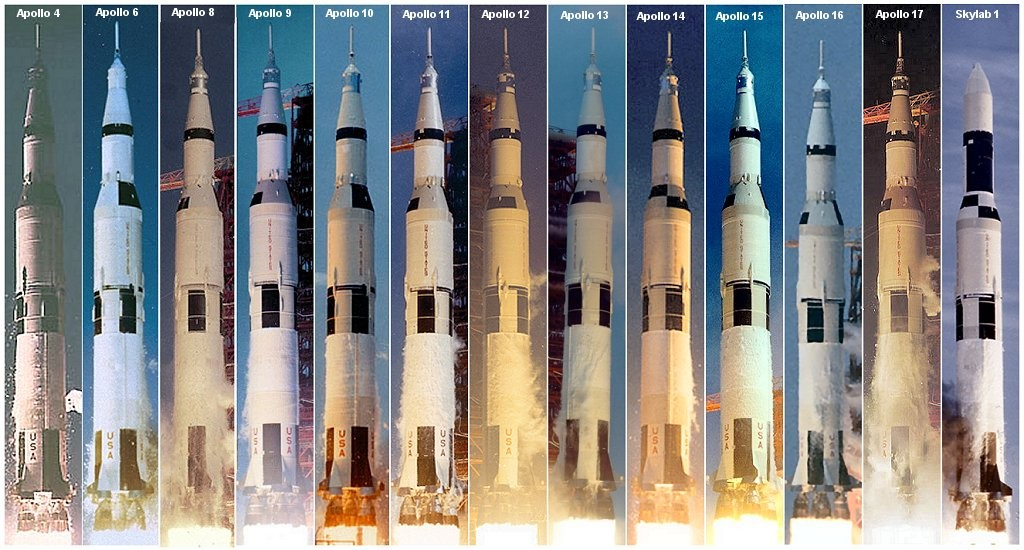
Коллаж запусков ракеты-носителя «Сатурн-5»

| Серийный номер | Полезная нагрузка | Дата старта     | Описание |
| -------------- | ----------------- | --------------- | --- |
| SA-501         | Аполлон-4         | 9 ноября 1967   | Первый испытательный полёт |
| SA-502         | Аполлон-6         | 4 апреля 1968   | Второй испытательный полёт |
| SA-503         | Аполлон-8         | 21 декабря 1968 | Первый пилотируемый облёт Луны. |
| SA-504         | Аполлон-9         | 3 марта 1969    | Околоземная орбита. Испытания лунного модуля.                                                                                         |
| SA-505         | Аполлон-10        | 18 мая 1969     | Лунная орбита. Испытания лунного модуля.                                                                                              |
| SA-506         | Аполлон-11        | 16 июля 1969    | Первый пилотируемый полёт с посадкой на Луне в Море Спокойствия.                                                                      |
| SA-507         | Аполлон-12        | 14 ноября 1969  | Прилунение около автоматической межпланетной станции «Сервейер-3» в Океане Бурь.                                                      |
| SA-508         | Аполлон-13        | 11 апреля 1970  | Авария в полёте. Облёт Луны. Команда спасена.                                                                                         |
| SA-509         | Аполлон-14        | 31 января 1971  | Прилунение около кратера Фра Мауро.                                                                                                   |
| SA-510         | Аполлон-15        | 26 июля 1971    | Прилунение в Болоте Гниения на юго-восточной окраине Моря Дождей. Первый «Лунный Ровер» (американский транспортный луноход).          |
| SA-511         | Аполлон-16        | 16 апреля 1972  | Прилунение у кратера Декарт. |
| SA-512         | Аполлон-17        | 7 декабря 1972  | Первый и единственный ночной старт. Прилунение в Море Ясности долины Тавр-Литтров. Последний лунный полёт по программе «Аполлон».     |
| SA-513         | Скайлэб           | 14 мая 1973     | Изготовлена для «Аполлонов-18/19/20». Затем модернизирована в двухступенчатый вариант. На орбиту выведена станция «Скайлэб»           |
| SA-514         | -                 | -               | Изготовлена для «Аполлонов-18/19/20», но никогда не использовалась.                                                                   |
| SA-515         | -                 | -               | Изготовлена для «Аполлонов-18/19/20», также предназначалась в качестве резервной для запуска «Скайлэб», но никогда не использовалась. |

## Стоимость
С 1964 по 1973 год из федерального бюджета США было выделено на программу «Сатурн-5» 6,5 миллиарда долларов. Максимум пришёлся на 1966 год — 1,2 миллиарда. С учётом инфляции на программу «Сатурн-5» было за этот период потрачено 47,25 миллиарда долларов в ценах 2014 года. Приблизительная стоимость одного запуска «Сатурн-5» составляла 1,19 миллиарда долларов в ценах 2014 года.
Одна из главных причин досрочного прекращения лунной программы США после трёх облётов Луны пилотируемыми кораблями (в том числе один — «Аполлон-13» — аварийный) и шести успешных высадок на Луну (первоначально планировались два облёта пилотируемыми кораблями и 10 высадок) была её высокая стоимость. Так, в 1966 году НАСА получила самый большой (если учитывать инфляцию) бюджет за свою историю — 4,5 миллиарда долларов (что составляло около 0,5 % тогдашнего ВВП США).

## Оценки
<В> ЦК КПСС — товарищу УСТИНОВУ Д.Ф
Докладываю основные соображения, связанные с осуществлением ракетно-космических программ в СССР в свете последних событий.
1.  СССР открыл в 1957 г. космическую эру и впервые сделал много замечательных основополагающих шагов в освоении космоса. Однако за последние несколько лет мы сдавали США одну позицию за другой, по мере того как эта страна продвигалась вперед в развитии космонавтики.
В настоящее время мировое общественное мнение оценивает положение США как ведущих в этой области человеческой деятельности.

Основным достижением США, производящем наиболее сильное впечатление на народы всех стран, является наличие у них успешно летающей самой мощной в мире ракеты-носителя (РН) с грузоподъемностью 127 тонн на опорной орбите ИСЗ и облет Луны тремя космонавтами с помощью этой РН на космическом корабле «Аполлон» в конце 1968 г. Более того, в мае — июне 1969 г. США намереваются высадиться на Луне.  <…> — Академик Глушко; 29.01.1969; арх. №2583 (9-13)
Военно-промышленное руководство СССР о Сатурн-5

<В> ЦК КПСС <…> Максимальный полезный груз, выводимый отечественной ракетой-носителем УР-500 на орбиту ИСЗ, составляет 20 т, в то время как США располагают ракетоносителем «Сатурн-5» с полезным грузом на орбите ИСЗ до 135 т. Наличие у США тяжелого носителя позволило создать уникальную орбитальную станцию «Скайлэб», масса которой вместе с кораблем составляет 91 тонну. Используя ракету-носитель «Сатурн-5», США реализовали программу лунных экспедиций «Аполлон» и добились в области пилотируемых полетов на Луну убедительного превосходства. Помимо престижных задач американская программа «Сатурн-Аполлон» имела сильный политический резонанс и значительно повысила научный и технический потенциал США <…> — Л. Смирнов, С. Афанасьев, В. Куликов, М. Келдыш, В. Глушко; 4.11.1974; арх. №13216, л. 192-195

## Конструкторская документация
Чертежи "Сатурна-5" хранятся в Центре космических полетов имени Маршалла на микроплёнках. В федеральном архиве в Ист-Пойнте, штат Джорджия, хранится 2900 кубических футов (~82м³) бумажной документации.